# Muzej ruske fotografije
Muzej ruske fotografije (rus. Музей российской фотографии, skr. МРФ) – muzej čija je djelatnost usmjerena na rusku fotografiju, a nalazi se u Kolomni. Muzej je utemeljen na inicijativu fotografa Mihaila Golosovskog, Galine Lukjanove i Irine Alikine, te se nalazi u sastavu Muzeja organske kulture (rus. Музей органической культуры). Njihove kolekcije čine osnovni fond muzeja.

## Kolekcija
Kolekcija muzeja broji oko 7000 tisuća djela (dagerotipije, staklene ploče, negativi, dijapozitivi i fotografije) autora čiji je fotografski rad svezan s Rusijom. U njemu se također nalazi više od 120 predmeta fotoopreme kompanija Magic Lantern, Leica, itd.

## Djelatnost
Djelatnost muzeja je usmjerena na javno predstavljanje ruske umjetničke fotografije od 1840-ih do danas, te uključuje znanstvena istraživanja i edukativne programe za djecu i odrasle.     
U posljednje vrijeme širokoj je publici predstavljeno više od 20 projekata znanstvene, umjetničke i dokumentarne fotografije u dvoranama glavnog grada i regionalnim dvoranama.
Muzej također svake godine organizira fotografski natječaj Forpost-konkurs

## Postav
U stalnom postavu Povijesne stranice ruske fotografije predstavljeni su sljedeći pravci u fotografiji: piktorijalizam (umjetnička fotografija), pejzaž, etnografska fotografija druge polovice 19. stoljeća, dokumentarizam, studijska fotografija. Predstavljeno je stvaralaštvo Nikolaja Andrejeva, Vasilija Ulitina, Vasilija Sokornova, Leonida Šokina, Borisa Smelova, Igora Paljmina, Ljalje Kuznecove, Anatolija Garanina, Jurija Rosta, Galine Lukjanove, Aleksandra Sljusareva i mnogih drugih.
U posebnom postavu su predstavljeni dijapozitivi panorame Moskve koje je napravio Nikolaj Rahmanov sa zvonika Ivana Velikog i fotoaparat koji je sam konstruirao.

## Izdavačka djelatnost
Od 2011. godine muzej izdaje seriju albuma "Forpost" (rus. форпост - predstraža) o ruskim fotografima.
Jedan od većih projekata muzeja je rječnik u tri toma "Ruski fotografi (1839-1930)" (2013.) autora A.P. Popova: prvi i drugi tom sadrže 16000 članaka o ruskim fotografima, a u trećem tomu se nalaze ilustracije iz fondova muzeja.
Muzej također izdaje niz drugih fotoalbuma i kataloge izložbi.

## Knjižnica
Osnovu znanstvene knjižnice muzeja čini književni fond Mihaila Golosovskog, Anatolija Popova i Irine Alikine. U njoj se nalazi više od 3000 naslova: knjige i albumi iz fotografije, fototehnike, fotografski almanasi, priručnici i udžbenici, povremena izdanja predrevolucionarnih fotografskih društava, almanasi i katalozi na ruskom i stranim jezicima, te sovjetska periodika.